# Changmaornis houi
Changmaornis houi — викопний базальний вид птахів, що існував у ранній крейді (120 млн років тому) на території сучасного Китаю.

## Скам'янілості
Скам'янілі рештки виду знайдені у відкладеннях формації Сягу у провінції Ганьсу. Changmaornis відомий лише з одного часткового скелета . Описаний у 2012 році командою китайських науковців у складі: Ван Цзямін, Цзінмай О'Коннор, Лі Даквін та Цзю Гайлу.

## Назва
Родова назва Changmaornis означає «птах з Чанма» і дана на по типовому місцезнаходженню — місту Чанма. Вид C. houi названий на честь китайського палеонтолога Хоу Ліньхая.